# おいちょかぶ

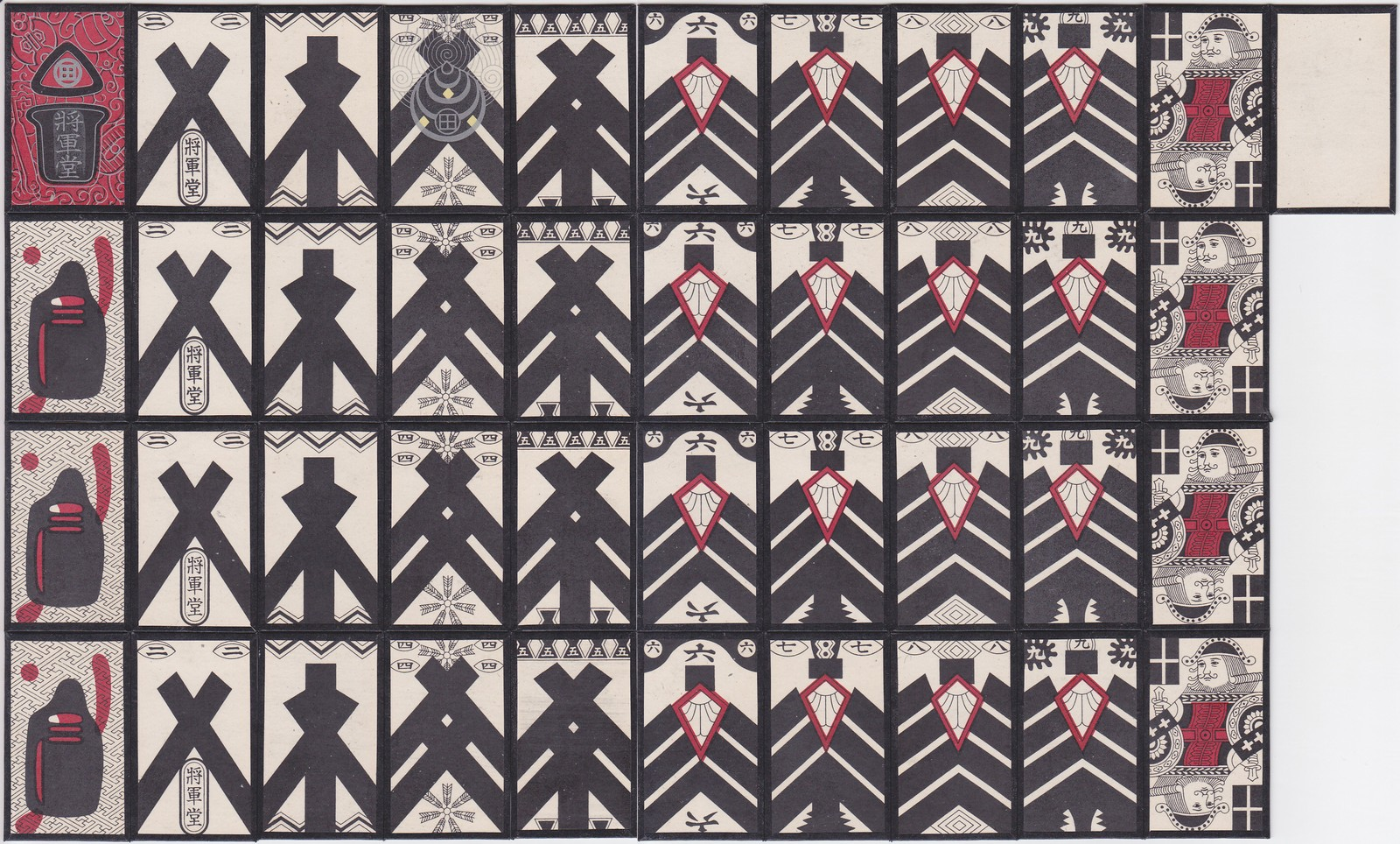
株札のセット。右上の白札は予備札

おいちょかぶ（追丁株／追帳株／追重迦烏）は、1から10の株札などを用いて行われるゲームの一つである。札の数字の合計の大小や役の強弱を競うもので、トランプゲームのバカラやブラックジャックに類似する。単に「株（かぶ）」と呼ばれることもある。

## 用具
株札（花札やトランプでも代用可能）
- トランプや花札で行う場合、11以上のカード（トランプではJ・Q・K、花札では柳・桐）を省く場合と省かない場合がある。

チップ
- 碁石や点棒、マッチ棒にそれぞれ点数を決めて使用する。

座布団
- 株札や花札を競技に用いるときは、座布団を使用する。親と子が座布団を挟んで向かい合って勝負する。

## 符牒（数字の呼称）
おいちょかぶでは、0～9の数字をそれぞれ下記のように呼称する。なお、呼称には地域によって差異が存在する。
- 0 - ブタ（ドボン，バカ，トン，ブッツリ，ブウツウ，ブツ）
- 1 - ピン（イッカチ，インカチ，インケツ，インキリ，ウンケ，ウンケン，ウンスン，チンケ，チンケイ，チンコロ，ツン）
- 2 - ニゾウ（ニタコ，ニスン）
- 3 - サンタ（サンタコ，サンタロウ，サンズン）
- 4 - ヨツヤ（シケ，シス，シスケ，シスン，シニ，シホウ，シゾウ，シタロ，ヨンタ，ヨンスン）
- 5 - ゴケ（ゴス，ゴスン，ナカミチ）
- 6 - ロッポ（ロッポウ，ロッケン，ロクボウ）
- 7 - シチケン（ナナケン，ヒチケン，ナキ，ナキネ，ナキヤ，ナマ）
- 8 - オイチョ（オイチョウ，ヤイチョ，ハッポウ，チョウベ，チョウシュウ，ハチタロウ，ボウズ）
- 9 - カブ（カオ，カボ）

おいちょかぶとは、8と9（オイチョ＋カブ）を組み合わせたものである。8のオイチョはポルトガル語の8「oito／オイト」、9のカブはポルトガル語で「末端」を意味する「cabo／カブ」に由来する。江戸時代の文献には「かう」と書かれているが、発音は「かゔ」である。また0のブタはポルトガル語で「クソ」を意味する「puta／プータ」が語源である。
好色本『好色梅花垣（こうしょくうめのはながき）』の「カルタのたたき鳥追節」では、カブのパターンのそれぞれに、１５３の「御飾カブ（意味：神社のしめ縄は、一五三縄と呼ばれる）」、２３４の「昇りカブ（意味：2,3,4と数字が昇順になっている）」、３３３の「今宮カブ（意味：3が3つでササ、今宮戎神社は笹が有名）」、５５９の「でっくカブ（意味：雙六の出目で５ゾロを重五（でっく）と言った）」、６６８の「薬師ブタ」（意味：落語『一眼國』では、書写した法華経を全国66カ国の霊場に奉納してまわる行脚修行僧の六十六部と、祭りや縁日に露店を出して商売をする香具師（やし＝薬師）が登場）」、７５７の「二条蔵人あいごカブ（意味：二条蔵人清平夫妻が初瀬観音に祈願して授かった愛護若→あいだに5）」、８８３の「雷公カブ（意味：雷公とは、バチバチさんのこと）」と呼び名をつけている。

## 競技のスタイル
ブラックジャックのように、親（胴親）と子（張子）で争う博戯。配られた2枚または3枚の札の合計値の一の位が、カブ（9）に近いほど勝ちとして、賭けていた点数を勝った方が負けた方からもらえる。点数のやり取りは親対子で行われ、親は何人もの子を相手に戦わなくてはならず、子のみが張り点を決めることができる。

## 胴前の決定
実際の競技に入る前に、「胴前」を協議して決める必要がある。胴前とは子が張る（賭ける）点数の最高限度のことで、例えば胴前が50点と決まれば、一回の勝負で子が賭ける点数は50点以下でなければならない。
ここで注意が必要なのは、胴前とは「子全員の賭け点の合計」の最高限度であり、「子一人一人の賭け点」の最高限度ではない点である。例えば胴前が50点のとき、Aが25点、Bが15点、Cが10点とそれぞれ賭ければ、この時点で合計が50点のため、Dは賭けに参加出来ない。

## 競技の流れ
1. （親決め）山札をめくって9に近い人を親とする。同数の場合には札をめくり直す。親と子は向かい合うようにして場に座る。子が張る点数の合計の上限である胴前を決める。
2. 親が札を切り、子のひとりがのぞんで（カット）から、親が配る。
3. （場札の配布）親は場札として、自分の右から左へ4枚の札を表向きに配置してから、自分用に伏せて台札を1枚置いておく。
  - 場札は、親から見て右側から「片／肩」「二番」「三番」「引き」と言う。
4. （子の賭け）子は任意の場札を選択して、胴前に従って点数を張る。複数の場札に張ることができる。
5. （打ち札の配布）親は場札の右から左に1枚ずつ裏向きで「打ち札」を配る。
  - 子が点数を賭けている場札には、一旦、子に打ち札を見せてから裏向きにして配る。
  - 子は場札と打ち札の合計数を勘案して、もう1枚決め札を引くかどうか決める。ただし場札と打ち札の合計の一の位が
    - 3以下の場合：もう1枚引かなくてはならない（「サンタに止めなし」）
    - 7以上の場合：もう1枚を引くことはできない（「シチケン引きなし」「ナキナキ勝負」）
      - 場札と打ち札がどちらも9だった場合は例外で、アラシを狙うために決め札を要求することができる。

  - 決め札を要求するときは、「もう一丁」「いる」などと言い、いらないときは「いらない」「通（つう）」「下（しも）」などと言う。
  - 決め札は、表向きに数を見せて配られる。
  - 場札＋打ち札＋決め札の合計に不満があっても、4枚目を引くことはできない。
  - 子が点数を賭けていない場札のことを「空き家」と言い、札を表向きにして、そこにも打ち札を表向きで配る。この後、決め札を配るかどうかの選択は、次に決め札が配られる場札に点数を賭けている子が行う。
6. （親の打ち決め）決め札の配布を場札4枚全てに行ってから、親は最初に配られた親用の場札を表向きにして打ち札を1枚加える。子と同様、さらにもう決め札を加えることもできる。
7. 場札と打ち札と決め札を合計して、1の位の値によって勝敗を決める。
8. 親が勝った場合は、子の賭けた点数は親のものになる。子が勝った場合は、子は賭けた点数と同額を得る。親と子の値が等しい場合には引き分けとなるのが普通だが、親の勝ちとするルールもある。また親子ともにブタの場合には、子の張った点数は親に没収されるというルールもある。
9. 親の交代（これを「巣立ち」と言う）
  - 規定回数に達した時。あるいは、胴金を失うと「潰れ」と言って、破産となる。
  - 胴前が倍になった時、これを「立ち」言って、親を交代する。
  - 親が札の合計が5以下だった時、これを「ゴケ下り」と言って、親を交代する。

## 特殊役
札の組み合わせによって役が成立する。
クッピン（親のみ）
- 9と1の2枚の組み合わせとなった場合、9が「苦」に通じるため、親の勝ちとなる。順序は問わないが[2]、3枚目を引いた場合は無効。（9→1の順序でないと成立しないルールもある[3]）。

シッピン（親のみ）
- 4と1の2枚の組み合わせとなった場合、4が「死」に通じるため、親の勝ちとなる。順序は問わないが[2]、3枚目を引いた場合は無効。（4→1の順序でないと成立しないルールもある[3]）。
- ただし、シッピンとクッピンが同時に出た場合はクッピンが優先される。

アラシ（親子とも）
- 3枚の数字がすべて同じ場合、三倍勝ちとなる。子の場合は親のクッピン・シッピンに対しても勝つ。親が勝った場合は、子は張った得点の三倍を支払う。
- 親子ともにアラシとなった場合は、札の合計数の一の位が大きい方の勝ちとなる。つまり3が3枚そろった場合が最強の組み合わせとなり、「アラシカブ」もしくは「オオアラシ」と呼ばれ、五倍勝ちとなる。
- 「揃（ゾロ）」とも呼ばれる。

## ローカルルール

### ローカル役
一部地域、一部のゲームのみ採用される役。
ニイチ
- 2と1の組み合わせ。三枚目を引くと無効。2と1の札が有利になる分、賭ける札を選べる事ができる子が有利の為、採用される事は少ない。

シドウ
- 4と10の組み合わせ。

シロ
- 4と6の組み合わせ。

ゾロ
- 同じ札が2枚の場合。1なら1ゾロと呼ばれ、9なら9ゾロとなる。親子共に出来た場合は9が最強で10が最弱になる。この役を採用すると荒れやすくなるため、2が2枚(ツルと呼ばれる)と5が二枚(ゴゴと呼ばれる)のみ採用する場合があるが、ニイチ等と同様、子が有利になりやすくなる為、採用されることは稀。

ゾロつぶし
- 7と3の組み合わせ。この役自体は弱いが、ゾロに問答無用で勝つことができる。

分け札
- 4と9の組み合わせ。この役自体は弱いが、一部の役には勝つように設定することがある。

トイチ
- 1と10の組み合わせ。10→1の順序でないと成立しないルールもある。別名トッピン。ローカル役の中でも採用率は低い。

ノボリ・クダリ
- ノボリは3枚の札が連続的な昇順の数である場合。クダリは3枚の札が連続的な降順の数である場合。9、10、1のように10を跨いだものは無効。親・子ともにノボリとなった場合は札の合計数の一の位の数が大きい方の勝ちとなる。つまり2、3、4(クダリの場合は4、3、2)が最強になる。ローカル役の中では比較的採用率は高い。

風神・雷神
- 風神は3、7、10。雷神は4、7、9の組み合わせ。順序は問わない。ハンゲームで採用されていた。

一二三・七五三
- 文字どおり一二三は123の組み合わせ。七五三は753の組み合わせ。順序は問わない。App Storeで配信されている「モバイルおいちょかぶ」で採用されている。

38光
- 花札を使用時限定。3と8の光札の組み合わせ。どの役にも勝る。

ドシッピン
- 1、10、10の組み合わせ。順序は問わない。龍が如くのミニゲームのおいちょかぶで採用されている。

### 通常のローカルルール
ピンばさみ（子のみ）
- 1枚目の決め札が、場札と二枚目の決め札の1に挟まれたとき、ピンばさみを宣言し、1枚目の決め札の数字×賭け点を親から無条件でもらえる（親の無条件負け）。

### 大阪（関西）のローカルルール
大阪を中心とした関西地方では、独自のローカルルールが採用される場合があるので注意が必要である。

#### 比較的メジャーなもの
- 2枚目での合計数に関わらず3枚目の要求が出来る。よって、4や9のアラシも存在する。
- 子のシッピンが存在する。親のシッピンはない（ゴケになる）。
  - 強さの順は「アラシ（3倍点）>親のクッピン（2倍点）>子のシッピン（2倍点）>普通役」で、子は場札の1か4に賭けるのがセオリーとされる。
- 親と子が同時にアラシのとき、以下のいずれかを採用（上から順にメジャー）。

1. 親の勝ち。
2. （個々の札の月が）「3>2>1>10>9>8>7>6>5>4」の順に強い。
3. 「4=9>3=8>2=7>1=6>5=10」の順に強く、イコールの場合は親の勝ち。
  - 3.の順は2枚目時点での強さを元にしている。4や9なら2枚目で8となるので、よく3枚目を引いた、ということであろう。
4. 引き分け（元返し。「帰れ」ともいう）
5. 子の勝ち。この場合は子のアラシ成立時点で宣言すれば即座に配当されることが多い。また、親が子のアラシから（0の目を出しても）逃げることが出来ない。
6. 数字の大きい順に強い。

- 4と6の2枚ブタの際は、3枚目の札を引く選択をする際に、勝負を降りる事が出来る（3枚目の札を引いた場合は適用されない）これを「シロクの逃げ」と呼ぶ。

#### マイナーなもの
- 親のクッピンは親の無条件勝ち。
- 3枚ブタは、子が出せば親との勝負は無条件で引き分け、親が出せば勝負自体が無効となる。2枚の場合は「シロクの逃げ」が適用された場合を除きただのブタ。
  - 0は勝負する気なしとみなされる、の意か。「『インケツ』に負ける」という状況を無くすためのルールと思われる。
- 親が自分の配られた札に不満があるときに、無条件で全員の札を配りなおす事が出来る。「ミンソ」と呼ばれる。
  - 子の持ち札を開ける前に宣言しなくてはならない。
  - 関西のみならず中国・四国地方にかけて存在する。
  - このルールは子にとってかなり不利なルールなので、現在はほぼ消滅している。戦前生まれの人が勝負する時にごく稀に見かけられるので、時代と共になくなりつつあるルールといえる。
  - 4枚の場札がすべて同数（または3枚以上同数）の場合に配りなおすルールもある。このばあい、親は子から「真剣にやれよ」となじられるのが定法である。

## ブラックジャックとの違い
- ブラックジャックは参加者の数だけ場に配るが、おいちょかぶは場に4枚が原則である。
- ブラックジャックは自分に配られた札に対しての駆け引きであるが、おいちょかぶは場の4枚のどれで勝負してもよい。
- ブラックジャックは札の合計数が21に近い方が勝ちだが、おいちょかぶは合計数の一の位だけで勝負する（例えば、9と19は等価である）。したがって、おいちょかぶにはブラックジャックのようなバーストがない。
- ブラックジャックはバーストするまで何枚でもカードを引けるが、おいちょかぶは2枚（場を含め合計3枚）までである。

## バカラとの違い
バカラは仮想的に設定されたバンカーとプレイヤーが行っている勝負の結果を予想して賭ける（ベッティング）のに対し、おいちょかぶは親と子が札を引くことで直接勝負（ゲーミング）する。

## 故事成語（名言格言）
- 一二三札は米の飯：1,2,3で6なら勝てる可能性があると言う意味。
- 肩ピン母ちゃん質に入れても張れ：場札に1があったら、そこに張るべき。
- チンケに負けるブタもある：1でも勝てる見込みはあるということ。
- 二ぶち可愛いやゴケ勝負：子が引いた3枚目の決め札が2の場合、親は5でも勝負できる。
- 三三六歩で引き目なし：3と3で6になった時は勝ち目がない。
- 三太を連れて江戸見物：3の時に言う台詞。三太とは愚鈍な者をいう擬人名で、勝てる見込みがなく、お気楽状態だということ。
- サンピン四谷に上がり目なし：3と1で合計が4の場合、上がり目が少ないので、札を引かない方が得策。
- ゴケ勝負：2枚目の時点で5の時、もう1枚引きたいところだが、あえてここでストップして勝負すればたまに勝つ場合もあるので有効な作戦であるという格言。2枚勝負なので、親の2枚目でロッポウやナキのような微妙な数だった場合、親は警戒する。親が勝負できずに3枚目を引くと裏目に出てゴケより弱くなり自滅負けすることがある。上記の格言と合わせて「思案ロッポウ、ゴケ勝負」とも言われる。
- 思案六方：2枚目の時点で6の時、もう一枚要求するか、このまま勝負するか迷う事から名づけられた格言。六方とは、天地と東西南北を表すもので、「思案六法」と書く文献が多いが、本来は「六方」が正しい。
- 七賢引きなし：7になったら、もう引くことはではない規則になっている。
- 七ぶちお化け：子が引いた3枚目の7の場合、合計数字が上がっているか下がっているかよく分からない。
- 八八六方見ずに引け：8,8で6の時は、もう一枚要求すべき。
- 法被車屋無法松：8と1で9ができれば恐いものがない。怖いもの知らずの法被姿の車夫が主役の映画『無法松の一生』から。
- 見せカブ（表カブ）に目なし：子の場札と3枚目の決め札が9ならば、たいした手ではないということ。
- クッピンの後は山ほど張れ：クッピンが出た後は勝負しろということ。
- 山越しのカブ：9と1でブタの状態から、9を引くこと。

## 地口（語呂合わせ）
- 一二三（おいっちにさん）は駆け足ロッポウ：　※駆け足の掛け声から。
- 一二六（いちにろく）はうどん屋のカブ：　※うどん一杯が12文、2×6=12だったことから。
- 二二六（にいにいろく）は叛乱のブタ：　※陸軍青年将校らが蜂起した、二・二六事件から。
- 二三四（にいさんし）は岡崎のカブ：　※岡崎は幕府非公認の遊女街（岡場所）が有名で、「兄(2)さん(3)、寄(4)ってらっしゃい」という客引きから。類型では「女郎屋のカブ」「吉原のカブ」「兄さんしましょう花街のカブ」がある。
- 二四三（にいしさん）は富士山のカブ
- 二七（にしち）が通る水戸街道：　※水戸の偕楽園は梅(2月)と萩(7月)が有名ということから。類型では「仁吉（にきち）が通る東海道」がある。仁吉とは幕末に活躍した侠客。
- 三三五（ささご＝笹子）峠の一人旅：　※笹子峠は山梨県の大月市と甲州市の境にある峠。
- 三斗六升（さんとろくしょう）山子（やまご）の飯場（はんば）：　※伐木や造材に携わった山子は40人近くいたので、飯場ではかなりの量の米を炊いたことから。
- 四四一（ししぴん）は胴切のカブ：　※シッピンは無条件で子の勝ちとなり、胴（親）を死なすことから。
- 四五（しんごん）は空海カブ：　※弘法大師空海は真言宗の宗祖だから。
- 四六九（しろくま＝白熊）は北極カブ：
- 四六九（しろく＝白く）咲いたか梅の花：　※類型では「白く咲いたか百合の花」がある。
- 四七八（しんしちはち）は狼狽（うろたえ）のカブ：　※七転八倒して死ぬことから。
- 五三一（ごさらぴん）は沙根おっ立ちのカブ：　※ニンジンの実（さね）は、一寸、三寸、五寸と成長していくことから。
- 五四（ぐし）の早カブ：　※ぐし縫いは早くできることから。
- 五五九（ごんごんつく）は釣り鐘のカブ：　※釣り鐘はゴンゴン突くことから。
- 五六八（ごろはち：五郎八）は茶碗屋のカブ：　※五郎八茶碗とは雑器碗で、何にでも使えるお茶碗のこと。
- 五六八（ごろっぱ）は高槻カブ：　※高槻市立自然博物館にはごろっぱ広場があることから。
- 六六七（ろんろんちい）は英国のカブ：　※ロンロンチイ＝ロンドンシティ
- 六七八（ろくしちはち）は登りチンケ：
- 六六八（ろくろくぱ）は引っ張りブタ：　※「六」の鍋蓋を引っ張って取ると「八」になることから。
- 七二（しちに＝狐）はコンコン山で鳴く：　※七十二候の半夏（はんげ）とは「烏柄杓（からすびしゃく）」のことで、この別名が「狐の蝋燭（ろうそく）」であることから。
- 七九三（ななくさ：七草）は正月のカブ：　※1月7日は七草の節句だから。
- 八一（はっぴ：法被）クルクル車屋のカブ：　※人力車の引手は法被を着ていたことから。
- 八八三（パパさん）は英語のカブ：　※類型では「パパさんはアメリカのカブ」がある。
- 八八五（ははご＝母子）可愛や目がひとつ
- 八九三（やくざ）は鎌倉ブタ：　※鎌倉幕府は商人組合「座」に対して「座役」という税金を取り立てたので、それを商人たちは倒語にして「ヤクザ」と言った。これが「ヤクザ」の本当の語源。
- 八九三（はくさん＝白山）駒込のブタ：　※東京の町名。
- 九二八（くにはち）さん芸者カブ：　※祇園に九二八という有名な置き屋があったことから。
- 九二九（くにぐに＝国々）めぐる巡礼のブタ
- 十九（どんく）はカブ